# العلاقات الإكوادورية القرغيزستانية
العلاقات الإكوادورية القيرغيزستانية هي العلاقات الثنائية التي تجمع بين الإكوادور وقيرغيزستان.

## مقارنة بين البلدين
هذه مقارنة عامة ومرجعية للدولتين:
| وجه المقارنة                                              | الإكوادور                      | قيرغيزستان                      |
| --------------------------------------------------------- | ------------------------------ | ------------------------------- |
| المساحة (كم2)                                             | 283.56 ألف                     | 199.95 ألف                      |
| عدد السكان (نسمة)                                         | 16.62 مليون                    | 6.20 مليون                      |
| الكثافة السكانية (ن./كم²)                                 | 58.61                          | 31.01                           |
| العاصمة                                                   | كيتو                           | بيشكك                           |
| اللغة الرسمية                                             | اللغة الإسبانية، كيشوا ‏، شوار ‏ | اللغة الروسية، اللغة القيرغيزية |
| العملة                                                    | دولار أمريكي، سوكري إكوادوري   | سوم قيرغيزستاني                 |
| الناتج المحلي الإجمالي (بليون دولار)                      | 103.06 مليار                   | 7.56 مليار                      |
| الناتج المحلي الإجمالي (تعادل القوة الشرائية) بليون دولار | 185.24 مليار                   | 20.45 مليار                     |
| الناتج المحلي الإجمالي الاسمي للفرد دولار أمريكي          | 6.21 ألف                       | 1.10 ألف                        |
| الناتج المحلي الإجمالي للفرد دولار أمريكي                 | 11.37 ألف                      |                                 |
| مؤشر التنمية البشرية                                      | 0.746                          | 0.655                           |
| رمز المكالمات الدولي                                      | +593                           | +996                            |
| رمز الإنترنت                                              | .ec                            | .kg                             |
| المنطقة الزمنية                                           | 00                             | ت ع م+06:00                     |

## منظمات دولية مشتركة
يشترك البلدان في عضوية مجموعة من المنظمات الدولية، منها:
| علم المنظمة | اسم المنظمة                                                | تاريخ انضمام الإكوادور | تاريخ انضمام قيرغيزستان |
| ----------- | ---------------------------------------------------------- | ---------------------- | ----------------------- |
|             | مؤسسة التنمية الدولية                                      | 7 نوفمبر 1961          | 24 سبتمبر 1992          |
|             | يونسكو                                                     | 22 يناير 1947          | 2 يونيو 1992            |
|             | وكالة ضمان الاستثمار متعدد الأطراف                         | 12 أبريل 1988          | 21 سبتمبر 1993          |
|             | الأمم المتحدة                                              | 21 ديسمبر 1945         | 2 مارس 1992             |
|             | العملية المشتركة للاتحاد الأفريقي والأمم المتحدة في دارفور | ?                      | ?                       |
|             | الاتحاد البريدي العالمي                                    | ?                      | ?                       |
|             | البنك الدولي للإنشاء والتعمير                              | 28 ديسمبر 1945         | 18 سبتمبر 1992          |
|             | الاتحاد الدولي للاتصالات                                   | 17 أبريل 1920          | 20 يناير 1994           |
|             | منظمة حظر الأسلحة الكيميائية                               | ?                      | ?                       |
|             | مؤسسة التمويل الدولية                                      | 20 يوليو 1956          | 11 فبراير 1993          |
|             | منظمة التجارة العالمية                                     | ?                      | ?                       |
|             | منظمة الشرطة الجنائية الدولية                              | ?                      | ?                       |

## وصلات خارجية
- موقع وزارة الخارجية الإكوادورية
- موقع وزارة الخارجية القيرغيزستانية